# ジョゼ・パジーリャ
ジョゼ・パジーリャ（José Padilha、1967年8月1日 - ）はブラジルの映画監督、映画プロデューサー、脚本家である。

## キャリア
2002年にドキュメンタリー映画『バス174』で監督デビューする。
2007年に『エリート・スクワッド』で初めて劇映画の監督を務め、ブラジルでは商業的に大成功をおさめた。また、第58回ベルリン国際映画祭では金熊賞を受賞した。2010年には続編の『エリート・スクワッド ブラジル特殊部隊BOPE』が公開され、アカデミー外国語映画賞のブラジル代表に選ばれたが、ノミネートには至らなかった。『エリート・スクワッド』は三部作となる予定である。
2010年のサンダンス映画祭ではドキュメンタリー映画『Secrets of the Tribe』が公開された。
2012年9月より1987年の同名の映画をリメイクした『ロボコップ』の撮影が始まり、2014年2月（日本では2014年3月）に公開された。

## 主なフィルモグラフィ
| 年   | タイトル                                                                             | 役職                   | 備考                                                  |
| ---- | ------------------------------------------------------------------------------------ | ---------------------- | ----------------------------------------------------- |
| 2002 | バス174 Ônibus 174                                                                   | 監督・製作・脚本       | ドキュメンタリー ポルトガル語                         |
| 2007 | エリート・スクワッド Tropa de Elite                                                  | 監督・製作・脚本       | ポルトガル語 金熊賞受賞                               |
| 2010 | エリート・スクワッド ブラジル特殊部隊BOPE Tropa de Elite 2 – O Inimigo Agora é Outro | 監督・製作・脚本・原案 | ポルトガル語                                          |
| 2010 | Secrets of the Tribe                                                                 | 監督                   | ドキュメンタリー スペイン語/イタリア語/英語、英語字幕 |
| 2014 | ロボコップ RoboCop                                                                   | 監督                   | 英語                                                  |
| 2018 | エンテベ空港の7日間 7 Days in Entebbe                                                | 監督                   | 英語                                                  |

## テレビ
| 年        | タイトル                          | 役職       | 備考            |
| --------- | --------------------------------- | ---------- | --------------- |
| 2015-2017 | ナルコス Narcos                   | 製作総指揮 | 英語/スペイン語 |
| 2018-     | ナルコス:メキシコ編 Narcos*Mexico | 製作総指揮 | 英語/スペイン語 |